# دینکو یلیچیچ
دینکو یلیچیچ (کرواتی: Dinko Jeličić؛ زادهٔ ۱۹ سپتامبر ۱۹۷۳) سرمربی فوتبال اهل کرواسی است که در حال حاضر هدایت باشگاه فوتبال النصر عربستان سعودی را برعهده دارد.
وی سابقه مربی‌گری در فولاد یزد را هم داراست.